# Arsinée Khanjian
Arsinée Khanjian (armeno Արսինե Խանջյան) (Beirut, 6 settembre 1958) è un'attrice e produttrice cinematografica libanese naturalizzata canadese di origine armena.

## Biografia
La Khanjian è nata a Beirut da genitori armeni, e ha frequentato scuole armene e cattoliche fino ai 17 anni, quando è emigrata in Canada. Si è laureata in francese e spagnolo all'Università Concordia e in scienze politiche all'Università di Toronto.
Deve la sua fama alle frequenti collaborazioni con il marito, il regista Atom Egoyan (anch'egli di origini armene). Inoltre, ha fatto parte della Giuria Cinéfondation e cortometraggi al Festival di Cannes 2012.

## Vita privata
Arsinée ha conosciuto Egoyan nel 1983, quando lei fece un'audizione per recitare nel primo film per entrambi. In seguito ha lasciato il suo precedente marito, uno studente di odontoiatria libanese, e si è risposata con Egoyan. I due risiedono a Toronto con il figlio Arshile.

## FIlmografia

### Attrice

#### Cinema
- Next of Kin, regia di Atom Egoyan (1984)
- Black Comedy (Family Viewing), regia di Atom Egoyan (1988)
- Mondo virtuale (Speaking Parts), regia di Atom Egoyan (1989)
- Il perito (The Adjuster), regia di Atom Egoyan (1991)
- Montréal vu par... - segmento En passant, regia di Atom Egoyan (1991)
- Calendar, regia di Atom Egoyan (1993)
- Exotica, regia di Atom Egoyan (1994)
- Irma Vep, regia di Olivier Assayas (1996)
- Il dolce domani (The Sweet Hereafter), regia di Atom Egoyan (1997)
- Last Night, regia di Don McKellar (1998)
- Fin août, début septembre, regia di Olivier Assayas (1998)
- Sentimental Education, regia di C.S. Leigh (1998)
- Il viaggio di Felicia (Felicia's Journey), regia di Atom Egoyan (1999)
- Storie (Code Inconnu: Recit Incomplet De Divers Voyages), regia di Michael Haneke (2000)
- A mia sorella! (À ma soeur!), regia di Catherine Breillat (2001)
- Ararat - Il monte dell'Arca (Ararat), regia di Atom Egoyan (2002)
- Sabah, regia di Ruba Nadda (2005)
- False verità (Where the Truth Lies), regia di Atom Egoyan (2005)
- La masseria delle allodole, regia di Paolo e Vittorio Taviani (2007)
- Adoration, regia di Atom Egoyan (2008)
- Poupoupidou, regia di Gérald Hustache-Mathieu (2011)
- Eden, regia di Mia Hansen-Løve (2014)
- Il padre (The Cut), regia di Fatih Akın (2014)
- La casa delle estati lontane (Rendez-vous à Atlit), regia di Shirel Amitay (2014)
- Celui qu'on attendait, regia di Serge Avédikian (2016)

#### Televisione
- Street Legal - serie TV, 1 episodio (1993)
- Side Effects - serie TV, 12 episodi (1994-1995)
- More Tears - serie TV (1998)
- Foolish Heart - serie TV (1999)
- Foreign Objects - serie TV (2000)
- Mentors - serie TV, 1 episodio (2001)
- Made in Canada - serie TV, 1 episodio (2002)
- Slings and Arrows - serie TV, 1 episodio (2005)
- ReGenesis - serie TV, 1 episodio (2006)
- The Border - serie TV, 1 episodio (2009)

### Produttrice
- Calendar, regia di Atom Egoyan (1993)

## Premi
- 2002 - Genie Award, Miglior Attrice: Ararat - Il monte dell'Arca